# Domenico Tempio
Domenico Tempio, también llamado Micio, (Catania, 22 de agosto de 1750 – Catania, 4 de febrero de 1821) fue un poeta italiano en lengua siciliana. Junto con Giovanni Meli, fue el mejor poeta de su tiempo.

## Biografía
No hay muchas noticias biográficas de Domenico Tempio. Hijo de un mercante de madera, Tempio intentó primero la carrera eclesiástica y luego la jurisprudencia. Fracasó en ambas y decidió dedicarse a los estudios de humanidades. Estudioso tanto de los autores clásicos como de sus contemporáneos, Tempio comenzó pronto a escribir en verso y adquirió fama de buen poeta. Fue acogido en la Accademia dei Palladii y en el salón literario del mecenas Ignazio Paternò, príncipe de Biscari.
Se casó con Francesca Longo, que murió de parto. La hija fue criada por una nodriza, la gnura Caterina, que se consvirtió en su compañera fiel y que le dio otro hijo. Fue nominado notario de Valcorrente (cerca de Belpasso), obtuvo una pensión del Monte de piedad y un subsidio de la comuna de Catania hasta su muerte.

## Obra poética
Es considerado el mayor poeta reformador siciliano, pero fue conocido y apreciado por los contemporáneos y pronto olvidado: durante todo el siglo XIX fue censurado y rechazado como poeta pornográfico, tomando como todo una parte de sus composiciones. Tras la Segunda Guerra Mundial se revalorizó su obra.
Tempio es considerado en la actualidad como un poeta libre, que usa todos sus medios para desenmascarar la falsedad y el engaño de la sociedad. Sus obras van de la exaltación de la laboriosidad del hombre a la crítica de la Iglesia, de la contemplación de la naturaleza a la crítica de la ignorancia. Su propia Sicilia es revaluada por un realismo teñido del mito de una sociedad pura y sin contaminar. En alguna de sus obras anuncia el movimiento verista que aparecería cuarenta años tras la muerte de Tempio.

## Obras
Tempio escribió sobre todo obra poética satírica y erótica, casi toda en siciliano.
- Operi di Duminicu Tempiu catanisi (1814-1815) es una antología de toda su poesía, dirigida por Francesco Strano. Los poemas más conocidos son L'Odi Supra l'Ignuranza, La Maldicenza Sconfitta, Lu Veru Piaciri, La Mbrugghereidi, La Scerra di li Numi, Lu cuntrastu mauru, La paci di Marcuni, Li Pauni e li Nuzzi.
- La Caristia (1848), es su obra más importante, publicada de forma póstuma por Vincenzo Percolla. Se trata de un poema en veinte canto. El tema es la carestía y el tumulto popular que le siguió en Catania entre 1797 y 1798.
- Poesie di Domenico Tempio (1874) es la segunda edición de sus obras, con muchos añadidos.
- La poesía erótica fue recogida por Raffaele Corso en 1926 y por Vincenzo Di Maria e Santo Calì en 1970.